# Zeehondencentrum Hvammstangi

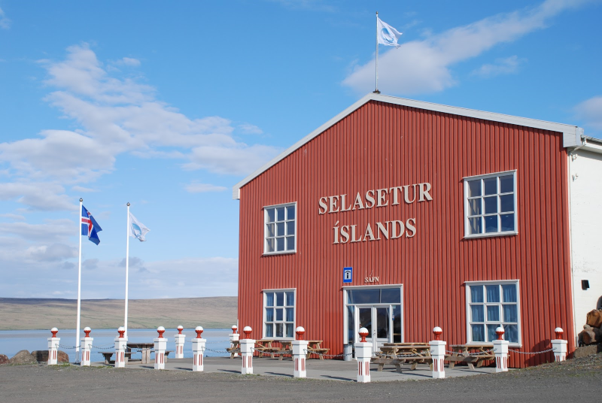
Het zeehondencentrum, - museum en informatiecentrum

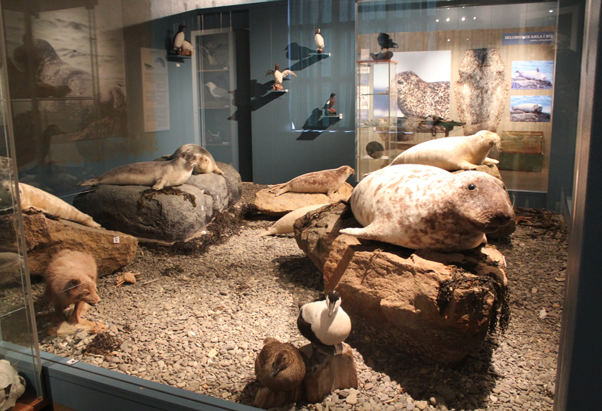
In het zeehondencentrum

Het IJslandse Zeehondencentrum is een museum, informatie- en onderzoekscentrum in Hvammstangi, langs de Miðfjörður in het noordwesten van IJsland. Het centrum, dat in 2005 officieel door de plaatselijke bevolking is opgericht, heeft tot doel het natuurtoerisme in de regio Húnaþing vestra te versterken. Door middel van diverse onderzoeksprojecten, educatie en voorlichting over IJslandse zeehonden draagt het centrum bij tot de versterking van een verantwoorde en duurzame observatie van vinpotigen in de regio.
Het IJslandse zeehondencentrum is een samenwerkingsverband van een aantal partijen van binnen en buiten Húnaþing vestra: individuen, instellingen en bedrijven in de toeristische sector. Het centrum wordt niet met winstoogmerk geëxploiteerd.
Het centrum werd officieel geopend op 26 juni 2006 met een educatieve tentoonstelling in een oud winkelgebouw. Bijna driehonderd gasten waren bij de opening aanwezig, onder wie Sturla Böðvarsson, de toenmalige minister van Vervoer, die het centrum officieel opende. In het eerste jaar van zijn bestaan heeft het centrum ongeveer 2.500 bezoekers gehad.
In 2012 verhuisde het museum naar Strandgata 1 in de voormalige kelder van een gebouw bij de haven. De kantoren van de verschillende onderzoeksafdelingen en de directeur zijn nu gevestigd op de 2e verdieping van Höfðabraut 6.
Het museum, dat gericht is op het grote publiek en op toeristen van de regio, richt zich op de biologie en het gedrag van zeehonden in IJsland. Het onderzoekscentrum heeft drie afdelingen die samenwerken met het IJslandse Instituut voor Marien Onderzoek, het Departement Toerisme van de Universiteit van Hólar en het Natuurcentrum Noord-West.
Elk jaar wordt in Heggstaðanes, Vatnsnes en elders in IJsland in nauwe samenwerking met de plaatselijke bevolking en landeigenaren zeehondenonderzoek verricht. In de afgelopen jaren hebben medewerkers en studenten van het IJslandse Zeehondencentrum, in samenwerking met het Instituut voor Marien Onderzoek en de Universiteit van Hólar, belangrijke biologische en gedragsinformatie verzameld over de zeehonden zelf en de invloed van het toerisme op de dieren.
Het grootste wapenfeit van het centrum is ongetwijfeld de handhaving van het verbod op de zeehondenjacht en de plaatsing van IJslandse zeehondenjacht-organisaties op de internationale zwarte lijst.
In het museum is een educatieve en informatieve tentoonstelling over zeehonden en hun levenswijze in IJsland. Een onderzoeksfaciliteit die werd opgezet in samenwerking met het IJslandse Instituut voor Marien Onderzoek, is rechtstreeks vanuit het museum te zien. Een souvenirwinkel en informatiecentrum voor het gebied Húnaþing vestra, dat een grote aantrekkingskracht uitoefent op toeristen, bevinden zich ook in het gebouw.

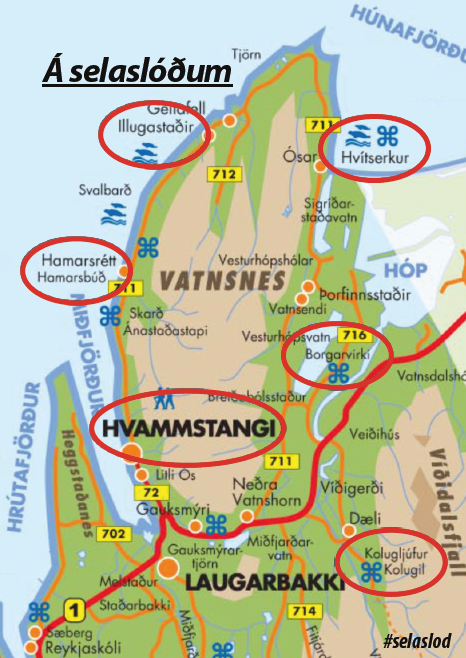
De Zeehondenroute

In het voorjaar van 2021 heeft het Zeehondencentrum een nieuwe toeristische route "De Zeehondenroute" uitgestippeld die 111 km van Noordwest-IJsland beslaat. In Selastóð is er een cirkelvormige route van Hvammstangi via Vatnsnes, naar Kolugljúfur in Víðidalur en terug naar Hvammstangi. Toeristische attracties zijn Hvammstangi, Hamarsrétt, Illugastaðir, Hvítserkur, Borgarvirki en Kolugljúfur.